# 7307 Takei
7307 Takei eller 1994 GT9 är en asteroid i huvudbältet som upptäcktes den 2 mars 1994 av de båda japanska astronomerna Takeshi Urata och Yoshisada Shimizu vid Nachi-Katsuura-observatoriet. Den är uppkallad efter den amerikanske skådespelaren George Takei, som är bäst känd för sin roll som Hikaru Sulu i science fiction serien Star Trek: The Original Series.